# Кућа српско-норвешког пријатељства
Кућа српско-норвешког пријатељства, позната и као Норвешка кућа (норв. Det norske hus), налази се у Горњем Милановцу, на источном улазу у град са Ибарске магистрале. Раније се звала „Кућа југословенско-норвешког пријатељства”, али је 2008. године Југословенско-норвешко друштво променило назив у Српско-норвешко друштво, јер је свих деветнаест огранака друштва из Србије, чиме је у исто време измењен и назив ове зграде. Поред главне зграде тј. „Брковића куће”, Музеја Другог српског устанка, Милошевог конака у Горњој Црнући и Спомен простора Таковски грм, Музеј рудничко-таковског краја је однедавно почео да руководи и овим објектом.

## Историја
Током Другог светског рата, 1942. године у 13 логора у Норвешкој интернирано је око 4000 Југословена, од чега 3840 Срба, а од тога око 40 логораша из Горњег Милановца и околине. Мање од половине интернираца, тачније 1660, је успело да избегне смрт у нацистичким логорима, а највише због помоћи домаћег становништва које им је достављало храну, лекове и друге потрепштине, а уз њихову помоћ неки су успели и да побегну.
Идеја о градњи овог здања потекла је од активиста Друштва југословенско-норвешког пријатељства, које је основано 9. фебруара 1969. у Нишу, а чинили су га преживели логораши и представници Норвежана који су им помагали. Почетна намера је била да се гради у Сплиту, али је на крају одлучено да се гради у Шумадији. Да би дошао до идеје какав објекат треба градити и да би исти подсећао и на норвешку и српску културу, архитекта Александар Ђокић је средином 80-их година 20. века провео шест месеци у Норвешкој. Он је дошао до јединственог архитектонског решења које у једној грађевини сублимира викиншки брод и стару норвешку брвнару. По његовом пројекту и као симбол пријатељства два народа, Кућа је изграђена и свечано отворена крајем септембра 1987. године. Састоји се 90% од дрвета, а остатак је од стакла. Сва грађа је исечена и обрађена у Норвешкој, а у Горњем Милановцу готови елементи су само монтирани онако како су били означени бројевима. Кућа је изграђена од добровољних прилога који су стизали из целе Југославије, а средства су такође дали Југословенско-норвешко друштво (ЈНД), општина Горњи Милановац и ГП Градитељ из Горњег Милановца (које је изводило радове), а чији је тадашњи директор, Живорад Бата Кнежевић, био један од преживелих интернираца. Један од највећих прилога дао је краљ Норвешке, а део радова изведен је добровољним радом ученика и студената из Норвешке и Горњег Милановца.
Кућа је исте године када је саграђена добила Борбину награду за најбоље архитектонско остварење, која је у то време била најзначајнија архитектонска награда СФРЈ.
У склопу Норвешке куће налази се сала за приредбе и конференцијске скупове са стотинак места, као и угоститељски простор са салом украшеном дрворезним мозаиком који приказује Јосипа Броза Тита и норвешког краља Олафа V, а који је као непожељан био уклоњен 2007. године да би после рестаурације био поново враћен на своје место четири године касније. Такође, у оквиру ове грађевине налази се и музејска поставка у поткровљу са личним предметима оних који су били принуђени да бораве у нацистичким логорима у Норвешкој. Она је такође седиште Српско-норвешког друштва, а слична организација постоји и у Норвешкој (основана још 1945), која је 2010. променила назив из Норвешко-југословенско друштво у Друштво пријатељства Норвешка-Западни Балкан (Vennskapšamband Norge - Vest Balkan).
Крајем 2018, кућа је доспела у вести због не баш веселе чињенице – да иде на  „добош” због намиривања дугова друштва од преко 11 милиона динара. Након опсежне акције огорчених грађана преко друштвених мрежа и медија, као и иницијативе једног локалног архитекте, кућа је стављена под заштиту, а општина Горњи Милановац ју је откупила од друштва и отплатила дугове, чиме је спречено њено отуђење.